# James Alexander Daugherty

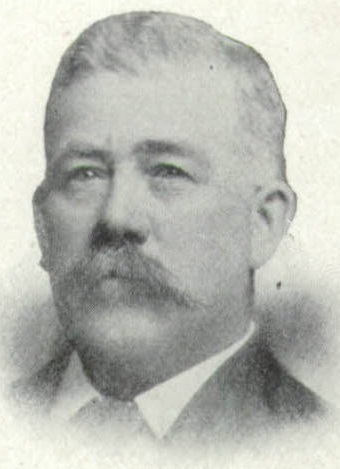

James Alexander Daugherty (30 de agosto de 1847 – 26 de janeiro de 1920) foi um político americano de Missouri.

## Biografia
James nasceu em 30 de agosto de 1847 em Athens, Tennessee, o filho de William Armstrong Daugherty e Nancy Riggs. Mudou-se para Missouri com seus pais, e se estabeleceu perto de Carterville em 1867. Como um adulto ele era ativo em todas as empresas cívicas do Estado e concelho. Ele também trabalhou na agricultura, pecuária e mineração e ajudou no desenvolvimento dos campos de chumbo e zinco de Missouri. De 1890 até 1892, James ocupou o cargo de juiz associado para o distrito ocidental do Condado de Jasper, e depois tornou-se o juiz presidente de 1892 até 1896.
James serviu como presidente do Primeiro Banco Nacional de Carterville de 1907 até 1920. Ele foi re-nomeado como o juiz presidente do Condado de Jasper em 17 de maio de 1919 e serviu até sua morte. James morreu em 26 de janeiro de 1920 em Carterville, Missouri e foi enterrado no Cemitério de Webb City, em Webb City, Missouri.

## Família
Sua sobrinha era a famosa pediatra e supercentenária Leila Denmark.